# Libertiella fennica
Libertiella fennica är en svampart som tillhör divisionen sporsäcksvampar, och. Libertiella fennica ingår i släktet Libertiella, divisionen sporsäcksvampar och riket svampar. Arten har ej påträffats i Sverige.